# Торнгат
Го́ры Торнга́т (фр. Monts Torngat) — горная цепь Канадского щита (в Квебеке также называемого Лаврентийским плато), расположенная на полуострове Лабрадор на границе Квебека и провинции Ньюфаундленд и Лабрадор.
Высшей точкой Торнгата является гора Д'Ибервиль (1652 м), расположенная в Квебеке (также называемая горой Кобвик в Ньюфаундленде и Лабрадоре). Основные вершины Торнгата представляют собой водораздел между Лабрадором и Квебеком, по линии которого проходит граница двух провинций.
Западные склоны гор Торнгат выделены Всемирным фондом дикой природы в отдельный североамериканский экологический регион Тундра гор Торнгат (англ. Torngat Mountain tundra).
Парк Торнгат-Маунтинс получил название из-за гор Торнгат, проходящих по западной части парка .